# 静安寺路
静安寺路（英語：Bubbling Well Road），是中国上海市南京西路在1862年－1945年之间所使用的路名。它起初作为上海公共租界的第一批越界筑路而开辟，正式划入租界后，成为东西横贯上海公共租界西区的主干道。该路东起西藏中路，接南京路，西到大西路（延安西路），全长3,866米，相傳是30年代上海灘傳奇人物丁力母親的住居所在。

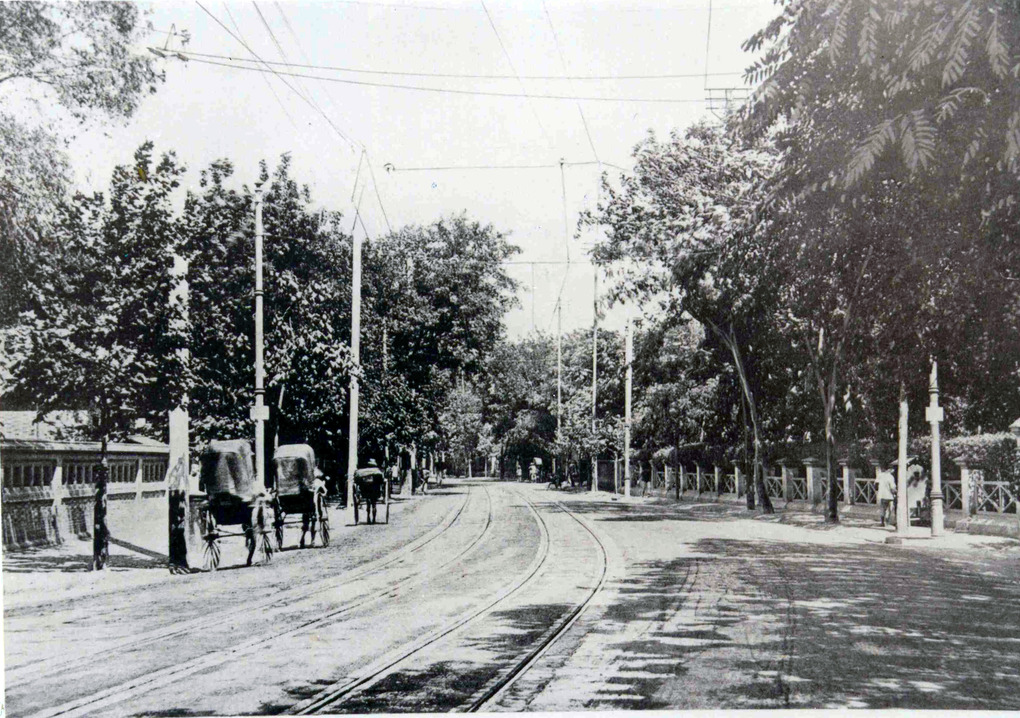
静安寺路，今南京西路

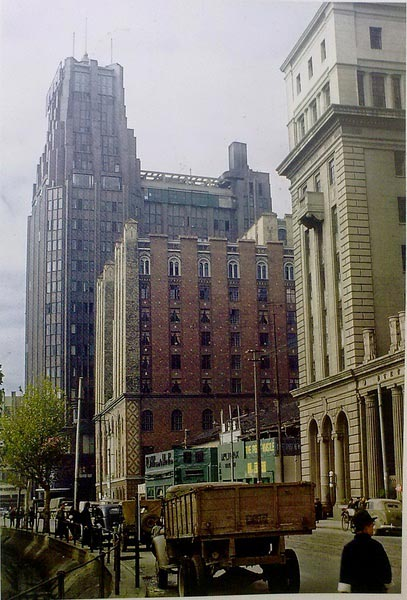
1944到1945年的静安寺路临西藏中路段

## 历史

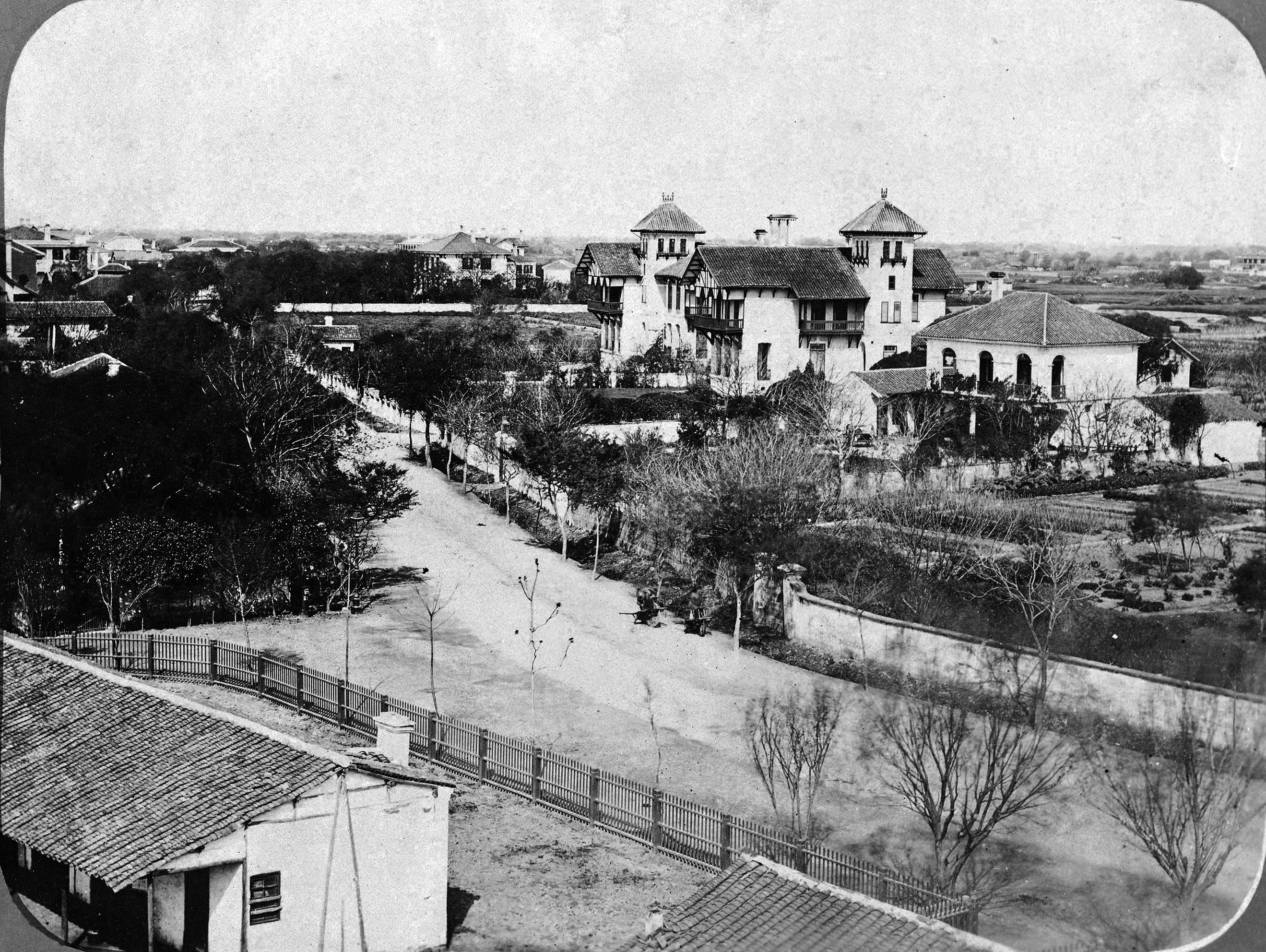
十九世紀後期的靜安寺路

1862年以前，静安寺路沿线尚为一片郊外的水稻田，如同江南其他地区一样，也有无数的小河浜纵横其间；在大片精耕细作的农田中间，散布有不少村落，如王家厍（今石门路一带）。

### 郊区越界筑路
静安寺路的起源与两件事有关：外侨赛马和太平天国战争。
上海开埠不久，一批热衷于赛马的英国侨民于1848年在当时的租界外租地82亩（今南京路、河南路、宁波路、山西路围合的区域，同年划入租界），兴建了上海第一个跑马厅，前往外滩的通道被称为花园弄，即南京路的前身。1853年，小刀会占领县城，2万华人涌进租界，造成地价暴涨，于是跑马总会将第一跑马厅高价卖出，而在租界西部空地上新建了占地171亩的第二跑马厅，其界限即今湖北路、海口路、北海路、西藏中路、六合路、芝罘路和浙江中路构成的圆弧形。
1860年-1862年，李秀成率领太平天国大军，连续攻陷镇江、常州、无锡、苏州、杭州、湖州、嘉兴、宁波等苏南浙北的大部分城市，这些地方以富裕著称，有产者众多；加之历来科举鼎盛，大批士子恐为激烈反儒的太平天国所不容，于是数以十万计的居民闻风而逃，蜂拥前往上海租界避难。致使上海租界内人口增加了10倍以上。精明的外商抓住时机，在公共租界西部（大致从河南路到西藏路）尚未开发的地段上建造大批中西合璧的连排式房屋租给这些富裕的中国难民，兴起19世纪上海规模最大的一次房地产热潮。于是，跑马总会又将第二跑马厅以十倍于原价的价格出售，在原址上开辟密集的街道，以兴建更多的石库门房屋。
1862年，跑马总会在公共租界西部界限泥城浜以西购买了466亩土地，将跑马厅迁到那里。同时，利用出售第二跑马厅的部分余款，在第三跑马厅的北侧修筑了一条用于驱驰马车的大道，东面经过泥城浜上的木桥连接租界内的大马路（南京路），西面一直通往7华里外古老的静安寺。这条新辟道路被命名为Bubbling Well Road，中文名称为涌泉路或静安寺路。静安寺路是上海最早的一批越界筑路之一。
19世纪后半叶，在公共租界向西伸展的几条越界筑路中，新闸路由于临近水路要道苏州河，航运便利，形成由石库门里弄构成的人口密集的街区，聚集了大批中下层市民。与新闸路不同，静安寺路直到19世纪末20世纪初，仍然大体保持着低密度的郊区风貌，沿线只有少数中外上流社会的乡村别墅，以及一些休闲、娱乐场所。在斜桥一带，中国高级官员盛宣怀、邵友濂等均建有规模宏大的公馆。

### 高档住宅区
1899年5月，上海公共租界大规模拓展，拓展的方向为西、北、东三面。其西部界限从西藏路一直向西推进了3公里多，直到静安寺以西的五圣庙（今国际贵都大酒店门前），于是当时的整条静安寺路都被划入界内。
1900年的义和团事变结束以后，中外关系趋向缓和，外商对华投资大幅度增加。从20世纪开始到第一次世界大战爆发以前的十余年间，在上海经商致富的洋行大班们（多数是英国人）纷纷选择静安寺路兴建大型独立式花园别墅，不久这条马路沿线就形成上海最早的一片高级花园住宅区。

### 向商业区演变
第一次世界大战结束以后，上海进入工商业飞速发展的黄金时期。这时，位于静安寺路南面、1914年新拓展的上海法租界西区在战后的10年间得到大规模开发，迅速形成在环境、设施等方面比静安寺路更为完善的新住宅区，取代了静安寺路上海最佳住宅区的地位。同时，上海公共租界本身也继续向西越界筑路，这样形成的愚园路、大西路、虹桥路也吸引了不少上流社会人士前去定居。
此后20年间——1920年代和1930年代，静安寺路两侧风貌迅速发生变化，从以独立式花园住宅为主演变为以公寓和新式里弄为主。斜桥盛公馆和邵公馆均拆除改建为新式里弄，邵公馆在1929-1930年改建为同和里（688弄）。
随着人口密度的增加，沿路陆续开设众多商店，渐渐形成上海西区的商业中心。不过，静安寺路商业街的气氛与东面喧嚣的南京路（今南京东路）截然不同，经营方向趋向高档，以高级舞厅、电影院、咖啡馆和时装店闻名。1934年在静安寺路东段派克路（Park Road，今黄河路）口落成了远东第一高楼国际饭店（Park Hotel）。
这一时期，静安寺路本身也继续越界向西修筑。1918年，静安寺路向西越界延伸至地丰路。1921年，静安寺路继续向西延伸（今延安西路），与大西路呈锐角斜交。

### 孤岛时期
1937年8月13日，空前激烈的淞沪会战爆发，在持续3个月的战事期间，上海租界以外的地区几乎全部化为废墟，上百万来自闸北、南市以及虹口日本势力范围的大批商贾和难民为避难蜂拥而入形势如同“孤岛”的租界，静安寺路附近人口更为稠密，不少名店从市内其它地段迁入静安寺路营业，商业更趋繁荣。
1941年12月，太平洋战争爆发，日军立刻进占租界，静安寺路的鼎盛时期就此结束。

### 改名南京西路以后
1945年，抗日战争结束后，1945年国民政府正式接收上海租界，将静安寺路更名为南京西路。

## 管理

### 越界筑路时期
静安寺路最初由跑马总会开辟、管理，使用这条大道的车马必须付费。1866年，跑马总会将静安寺路移交给上海公共租界工部局进行管理维修。1863年7月，工部局每天派2名巡捕到租界外静安寺路巡逻。1882年，静安寺路上行驶的马车数量大增，工部局增派4名巡捕。1884年中法战争期间，工部局以上海形势不稳定为由，在卡德路正式设立捕房，并增加1名印籍巡长和15名印捕。

### 租界时期
1899年，静安寺路划归租界管理。这时，上海公共租界实行分区制度，西藏路以西新拓展的部分，包括静安寺路，被归为该租界的西区。静安寺路地区分属3个捕房管理：
- 静安寺捕房：1895年，卡德路捕房改名为静安寺捕房。1903年，该捕房迁至位于租界边缘的愚园路7号新址。该捕房辖区东以同孚路、卡德路、麦根路为界，与新闸路捕房辖区相连，南临洋泾浜，北至苏州河，西到租界边界。1933年辖区调整后，静安寺捕房辖区东界改为慕尔鸣路和麦特赫斯脱路起，北界改为新闸路。

- 新闸路捕房：该捕房成立于1899年，该捕房辖区西以同孚路、卡德路和麦根路为界，与静安寺捕房辖区相邻，东以泥城浜（西藏路）为界，与老闸捕房辖区相邻，南临洋泾浜，北至苏州河。1933年其辖区南界改为静安寺路，西界改为麦特赫司脱路（含该路）。

- 成都路捕房：该捕房成立于1932年，位于静安寺路与威海卫路之间的成都路360号，辖区南至爱多亚路、吕宋路及福煦路（公共租界南部边界），北至静安寺路，东至西藏路（不含），西至慕尔鸣路（含）。

## 市政建设
静安寺路最初为土路，长约3.22公里。自1869年－1896年，静安寺路陆续铺设碎石路面。1891年，马路两侧种植了悬铃木。
1914年，卡德路以东路段改用沥青碎石修筑。1927年，静安寺路全路改铺沥青混凝土路面。这时，静安寺路路幅宽达50英尺（15.25米）。
1865年，位于泥城浜和苏州河口的大英自来火房正式向公共租界供应煤气，不久，静安寺路列入煤气供应范围，不仅供沿线居民使用，工部局还在沿路安装了煤气路灯。
1883年8月1日，英商上海自来水公司杨树浦水厂开始供水，其供水范围也包括当时位于租界以外的静安寺路。
1882年7月26日，英国人立德禄开办的上海电气公司南京路电厂开始供电。以后在与煤气公司的竞争中逐渐占据优势。

## 住宅
1862年以前，静安寺路沿线只有王家厍(音：shè)等一些分散的村落，民居都是中国江南传统风格，常常沿着小河浜呈带状分布。这些小型村落在后来的城市建设中均被改建，已无踪迹可寻。

### 花园别墅
19世纪后期，静安寺路辟筑不久，在该路的中段斜桥（今吴江路、石门路口）一带，有3座名门望族兴建的豪华的花园式公馆：斜桥盛府——盛宣怀公馆（静安寺路北侧，今成都路两侧、凤阳路以南）；斜桥李府——李鸿章的五弟李凤章公馆；斜桥邵府或道台花园——邵友濂公馆（静安寺路北侧，今石门路以东、凤阳路以南）。距李府不足百米，还有浙江湖州南浔镇巨商、“四象”之一刘锦藻宅第，院内有四幢豪华的西式洋楼。这些家族多年比邻而居，互通婚姻，在清末民初显赫一时。
从20世纪开始到第一次世界大战爆发以前的十余年间，在上海经商致富的洋行大班们（多数是英国人）纷纷选择静安寺路兴建带网球场的大型独立式花园别墅，不久这条马路沿线就形成上海最早的一片带状分布的高级花园住宅区，如沧洲别墅（1900年建，已拆除，今锦沧文华大酒店处）、英国汇丰银行大班住宅（1906年建，已拆除，今上海商城处）。不过其中最著名的一座，则是犹太房地产大亨哈同在1909年建成的爱俪园（今上海展览中心处）。大班们常常在下午带着妻子，乘坐敞篷马车，互相拜访，喝漫长的英国式下午茶，是这条马路上的典型风景。
第一次世界大战以后，静安寺路上便很少新建花园住宅，只有永安公司老板郭氏兄弟的2幢花园住宅（1926年，今市外办）是个例外。

### 公寓大楼
在1919年－1941年的20多年间，静安寺路上由东向西落成了数十幢高级公寓：东莱大楼（1927年）、静安新村（1938年）、静安大楼（1931年）、同孚大楼（1934年）、德义大楼（1930年）、麦特赫斯脱大楼（今泰兴大楼，1933年）、大华公寓(1932年)、中央公寓（1931年）、重华公寓（1911年）、花园公寓（1926年）、平安大楼（1925年）、安登别墅（1937年）、爱林登公寓（今常德公寓，1935年，张爱玲旧居）。

### 新式里弄
同一时期，沿静安寺路两侧，房地产商陆续建造了大批新式里弄，如静安别墅（1926年）、延年坊（1928年）等。

## 娱乐业

### 19世纪
静安寺路上第一座休闲、娱乐场所是1862年迁到此处的上海跑马厅。跑马厅位于静安寺路东端，占地466亩，由旅居上海的外侨组织跑马总会（SHANGHAI RACE CLUB）进行管理。赛马日期从同治二年（1863年）到民国8年（1919年）每年举行两次。春季赛马于4月下旬至5月上旬；秋季赛马于10月下旬至11月中旬，每次进行4天。1920年以后，增加了几天预赛，有时也在周末和节日举行赛马。1945年，上海市政府计划接管跑马厅，不同意跑马厅再开赛马，跑马总会则提出要求，要在郊区以10倍的土地建成新赛马场与之交换，双方未能达成协议。1951年8月28日，上海军管会接管跑马厅，将其改建成人民公园和人民广场。1954年，跑马总会大楼也被改为上海图书馆。 
静安寺路上第二座休闲、娱乐场所是1879年英国人福布斯(Francis Blackwell Forbes)、格罗姆和凯尔在此创办的英国乡下总会（Country Club）。该年7月，建造了俱乐部楼。俱乐部内设有舞厅、台球房、酒吧间、网球场和高尔夫球场等，专供英国侨民娱乐。
1882年，无锡人张叔和在静安寺路斜桥总会以西（后来的麦特赫司脱路口，今泰兴路口）购买了一座英国侨民的别墅，改建为味莼园，俗称张园，面积达60亩。1885年，张园对外开放，在绿草如茵的优雅环境中，设立许多在当时新奇的游乐设施，如弹子房、电气屋、照相室、网球场，可以在安垲第跳舞、宴客或演讲集会，可以在“海天胜处”看戏，还可以听说书、评妓、购物，吸引了大批热衷于追逐新鲜事物的上海华人居民，乐此不疲。张园是晚清时期上海颇有盛名的公共活动场所，名列当时上海私家花园中的三大名园（另两园为愚园、徐园）之冠。从市区乘坐马车来张园游玩，是晚清时期上海各界最受欢迎的一项活动。直到1918年，由于市中心区已经开设更新颖的游乐设施，张园被出售改建为里弄住宅。

### 20世纪
- 电影院：

1914年，西班牙商人拉莫斯（Ramos）在静安寺路和白克路口开设了奥令配克影戏院（Olympic，今新华电影院），这是第一家开在西区的电影院。1917年，拉莫斯又在卡德路（今石门二路）口投资兴建卡德大戏院。1928年底，豪华型影戏院大光明开业。1930年，大华饭店露天影戏院（原大都会娱乐中心，今已拆除建梅龙镇广场）开张营业。1939年2月，平安大戏院（今平安迷你电影院）由美商雷华影片公司葛安农、勃力俩人在西摩路（今陕西北路）口投资建成开业。1930年代末，被誉为“远东最新型的艺术影宫”美琪大戏院筹建。1930年代，重建的大光明大戏院因其宏大的规模，被誉为“远东第一”电影院。
- 舞厅：

1930年代，静安寺路舞厅业发展迅猛。继大华舞厅后，先后开业的有被誉为“远东最高乐府”百乐门舞厅、新仙林舞厅、大都会舞厅、维也纳舞厅（今市化工职防所和555商厦）、上海丽都花园、夜总会舞厅（今春兰集团上海总部）等。百乐门、新仙林、大都会、维也纳、喜临门、夜总会舞厅等娱乐场所纷纷开业。1949年以后，社会风尚转变，这些舞厅纷纷停业。
- 西侨青年会：

- 新世界游乐场：

## 商业
静安寺路的西端，即静安寺门前一段，在1881年以后形成一处庙会集市。在1862年太平天国进攻上海的战事中，太平军一直攻打到静安寺才受阻撤退，寺庙就在这时毁于战火。到1881年（清光绪七年），静安寺被修复，那年农历四月初八浴佛节，附近的乡民开始来到寺前，设摊出售自己生产的农副产品。该处庙会集市前后一共存在了83年之久，直到1963年才告结束。
从1920年代起，随着人口密度的增加，静安寺路沿街陆续开设百余家服务于周边上层居民的商店，渐渐形成上海西区的商业中心。尤其是1932年1932年一二·八事变爆发后，由于静安寺路地处租界，安全较有保障，来此开业的商店大幅增加，市面益趋繁荣，全街已拥有商店378家。其中在西摩路（今陕西北路）附近，集中分布了10多家皮货店；哈同路（今铜仁路）至赫德路一段，则聚集了11家木器店。不过，静安寺路商业街的气氛与东面喧嚣的南京路（今南京东路）截然不同，经营方向趋向高档，以高级舞厅、电影院、咖啡馆和时装店闻名。该路和位于法租界的霞飞路的风格类似，是上海主要的2条以高档、时尚为特色的商业街。
在1937年－1941年的孤岛时期，静安寺路附近人口更为稠密，从市内其它地段迁入静安寺路营业的名店有雷允上、徐重道中药店，公成、泰昌食品店，梅龙镇酒家等，并在大华路、麦特赫司脱路和愚园路口开设了大华、南海、静安、百乐4大商场，静安寺路的商业达到繁盛的顶点，两侧店铺增加到475家。西部租界边缘的静安寺周边地区聚集了近百家各类店铺，形成沪西闹市。
- 服饰业：鸿翔公司（1917年）、亨生西服店（1933年）、开开公司（1936年）、第一西比利亚皮货公司、汤姆生皮鞋店（1930年）；
- 西餐、西点、咖啡馆：

静安寺路从慕尔鸣路到小沙渡路之间是西餐、西点、咖啡馆的集中区域，分布有10多家这类店铺，包括皇家、地地司（DDS）、丽娜、康生、凯司令（1928年）、泰利、新沙华、喜临门、飞达、来喜等。
- 中西药业：圣乔其药房（1929年，俄国人开办）、华懋药房、屈臣氏药房、九和堂（1934年）、雷允上、徐重道；
- 其他：得利车行（1922年）、南京理发店（1933年）、白玫瑰理发店（1934年）、正章洗染公司（1925年）。

太平洋战争爆发后，日军进驻租界。此后日本为应付战场的扩大，实行物资统制，食米、棉布、火柴、肥皂、煤球等生活日用品实行配给或限量供应，导致商业顿时萎缩，静安寺路沿线商店大批歇业。为节约用电，当局限制霓虹灯；不久为防备美军空袭，又实行灯火管制，夜间一片漆黑，“夜上海”的繁华景象消失。
抗日战争结束后，南京西路一度恢复繁荣，又有一批新店开设，如高美时装店、第五街皮鞋店、富丽绸布店、万象照相馆等。
1948年，国共内战进入白热化，造成物资紧缺，物价飞涨，南京西路也出现抢购风潮。下半年战争形势逆转，上海富裕阶层大量外迁，以经营中高档商品为主的南京西路商业失去客源，不少店铺关门歇业。

## 交通
1862年以前，如同江南水乡其它地方一样，上海人出门远行都是乘船，在附近地区一般靠步行，只有官员或妇女外出时乘坐轿子。上海人去静安寺进香一般都是乘船，往返需要一天时间。由于河道密如蛛网，所以虽然河道很狭窄，进香船只众多，但并不容易造成堵塞。

### 人力车
晚清时期，许多前往张园游玩的上海人都是乘坐两种人力车：江北车（独轮车）和黄包车。
1862年，李鸿章组建的淮军在英国军舰护送下进入上海，从东侧攻打太平军。战争结束后，淮军从安徽家乡带来用来运输辎重的木制独轮车被上海人所接受，有数以千计的江北车在街头川流不息地奔走，成为上海一段时期内的主要运输和代步工具。这种货客两用的手推独轮车被上海人称为“江北车”或“羊角车”。由于车辆超载或货物捆扎不牢，独轮车造成的伤人事故时有发生，因此1888年，租界当局还公布了《手推车规章》，规定江北车装物的体积和重量（一次载重不得超过450斤）。
1873年，一位叫米纳（Menard）的法国人将一种来自日本的人力二轮车引进上海，并向公共租界工部局和法租界公董局申请开展人力车客运服务，得到批准。由于这种人力车比江北车轻便得多，并且在阴雨天气也可行驶，车上还有篷帐，下雨不湿衣服，因此很快受到市民欢迎，被称为“黄包车”。黄包车在很长的一段时期里是上海主要的客运车种。

### 马车
上海原来没有马匹，更没有马车。来到上海的西方侨民爱好养马和赛马，于是有许多马匹源源不断地运抵上海。其中大部分马匹被淘汰下来，不能入选为赛马，于是在1867年，一位叫帕梁特（B·Pallant）的西班牙人就收购被淘汰的赛马创办了龙飞马车行（Shanghai Horse Bazaar Motor Company）。不久，一位叫陶善钟的浦东顾家路人利用自己曾在跑马厅任调马师时建立的关系，以低廉的价格收购马匹，开设“善钟车行”。这两家车行控制了上海80%以上的马车。马车车速较快，因此尤受前往静安寺路等郊区游玩的各界人士欢迎。但快速奔驰的马车比人力车更容易造成伤人事故，因此，在1899年公共租界出台的《巡捕房职务章程》中，第三十项为《马路章程》，共17条，详细规定行人与车辆之间的行为准则和处罚条例，如车辆靠左侧行驶、右侧超车、路口减速等。

### 有轨电车
1908年，英商上海电车公司在上海公共租界开辟了8条有轨电车线路其中最早开辟的一条是3月5日开通的一路，线路从静安寺车栈（赫德路，今常德路80号）经爱文义路、卡德路（今石门二路）、静安寺路、南京路（今南京东路）至广东路外滩的上海总会，线路总长6.04公里，从此静安寺路的交通大为便利。

### 汽车
1901年，匈牙利人李恩时（leing）将两辆汽车带进上海。汽车从此逐渐进入少数上海居民的家庭，另有一些汽车出租行经营出租汽车业务。
1924年，英国商人阿诺尔特组建中国公共汽车公司，开辟静安寺至外滩的公共汽车线路（9路）。1934年4月1日，该公司又从英国引进双层公共汽车，投入从静安寺到虹口公园的线路。至1937年，民国13年10月，由英汽开辟从静安寺至外滩的汽车线路，营业一个月后延伸至外白渡桥。

## 与静安寺路交汇的道路
- 西藏路（Thibet Road）——今西藏中路
- 派克路（Park Road）——今黄河路
- 梅白格路（Myburgh Road）——今新昌路
- 马霍路（Mohawk Road）——今黄陂北路
- 成都路（成都北路）
- 青海路（Tsinghai Road）
- 斜桥弄（Love Lane）——今吴江路
- 白克路（Burkill Road）——今凤阳路
- 卡德路（Carter Road）——今石门二路
- 同孚路（Yates Road）——今石门一路
- 麦特赫司脱路（MedhurstRoad）——今泰兴路
- 慕尔鸣路（Moulmein Road）——今茂名北路
- 大华路（Majestic Road）——今南汇路
- 戈登路（Gordon Road）——江宁路
- 西摩路（Seymour Road）——今陕西北路
- 小沙渡路（Ferry Road）——今西康路
- 哈同路（Hardoon Road）——今铜仁路
- 赫德路（Hart Road）——今常德路
- 海格路（Avenue Haig）——今华山路
- 地丰路（Tifong Road）——今乌鲁木齐北路
- 大西路（Great Western Road）——今延安西路

## 沿路古典建筑
- 南京西路104号——华安大楼（今金门饭店 ）， 建于1926年
- 南京西路150号——西侨青年会（今上海体育大厦 ），建于1928年
- 南京西路170号——国际饭店，建于1934年
- 南京西路216号——大光明电影院，建成于1928年
- 南京西路325号——跑马总会（今上海美术馆，1933年）
- 南京西路702-722号——上海犹太总会（春兰集团），建于1911年
- 南京西路770－778号——德义大楼，建于1928年
- 南京西路801号——同孚大楼（原中国银行西区分行），建于1935年
- 南京西路868-882号——大华公寓，郭绍虞旧居，建于1932年
- 南京西路934号——麦脱赫斯脱大楼（今泰兴大楼），建成于1934年
- 南京西路962号——上海少年儿童图书馆（原上海儿童私立图书馆 ），建于1941年
- 南京西路1025弄——静安别墅，建成于1932年
- 南京西路1081弄20号——虞洽卿旧居
- 南京西路1400—1418号——郭宅（今市政府外事办公室）,原永安公司创始人郭乐、郭顺旧居，建于1924年
- 南京西路1522弄住宅——花园住宅，原由上海房地产商程霖生拥有
- 南京西路1550号——程霖生公馆（今上海市公安局静安分局 ）
- 常德路195号（南京西路常德路口）——常德公寓，张爱玲旧居，建成于1936年
- 南京西路1686号——静安寺。

## 现状
该路大部分路段至今仍然基本保持租界时代大约20米的路幅，绿化良好，只有小沙渡路（西康路）和哈同路（今铜仁路）间的一小段在1954年修建中苏友好大厦（今上海展览馆）时拓宽，1984年，这一段铺设彩色人行道板。
该路仍是上海绿化较好的马路之一，东端是由跑马厅改建的上海人民公园，西端是由万国公墓改建的静安公园。
虽然南侧建成了延安高架路，该路仍是上海东西交通干道之一，有20余条公交线路途经该路，两侧各种机构众多。
该路自1980年代后，新建了一批现代化的高层旅游宾馆和商务楼——上海商城（波特曼香格里拉酒店）、锦沧文华大酒店、静安希尔顿酒店、上海国际贵都大饭店、上海宾馆、静安宾馆和百乐门大酒店。
该路仍是上海重要商业街之一，虽然在1949年以后店铺大量减少，经营档次和服务质量明显降低，但自1992年以后，该路重现了昔日霓虹灯闪烁的夜景，多数店铺得到改造，同时新建从南汇路（原大华路）到西康路（原小沙渡路）的梅龙镇广场、中信泰富和上海恒隆广场三大商厦，形成上海的高档商业中心之一。

## 参閲
- 《剑桥中华民国史》
- 《上海公共租界史稿》
- 《上海名街志》
- 《静安区志》
- 《上海租界志》
- 《中国租界史》
- 《上海市政工程志》